# (36446) Cinodapistoia
(36446) Cinodapistoia es un asteroide del cinturón principal descubierto por Luciano Tesi y Andrea Boattini el 22 de agosto de 2000 desde el Observatorio Astronómico de las Montañas de Pistoia.
Nombrado en memoria de Cino da Pistoia, poeta y jurista italiano de finales del siglo XIII y principios del XIV.